# Amaurobius pavesii
Amaurobius pavesii là một loài nhện trong họ Amaurobiidae.
Loài này thuộc chi Amaurobius. Amaurobius pavesii được miêu tả năm 1991 bởi Pesarini.